# Bulevar Montmartre
El Bulevar Montmartre es una calle situada en el límite des distritos II y IX de París, Francia. Forma parte de los Grandes Bulevares, constituidos, de oeste a este, por los bulevares de la Madeleine, des Capucines, des Italiens, Montmartre, Poissonnière, Bonne-Nouvelle, Saint-Denis, Saint-Martin, du Temple, des Filles-du-Calvaire y Beaumarchais.

## Situación
Está situado, en el lado oeste, como prolongación del Bulevar Haussmann y del Bulevar de los italianos a partir del Carrefour Richelieu-Drouot y prolonga el Bulevar Poissonnière por el lado este.

## Origen del nombre
Este bulevar debe su nombre a la proximidad de la antigua Porte Montmartre y no a lo que este nombre sugiere, porque no se encuentra en la colina de Montmartre.

## Historia
El Bulevar Montmartre fue creado en el emplazamiento de la muralla de Luis XIII, que se había quedado obsoleta. Su construcción empezó en 1536, y en 1668 se plantaron árboles a lo largo de su recorrido para que sirviera como paseo. Posteriormente fue formada como calle en virtud de patentes reales de julio de 1676.

## Edificios de interés

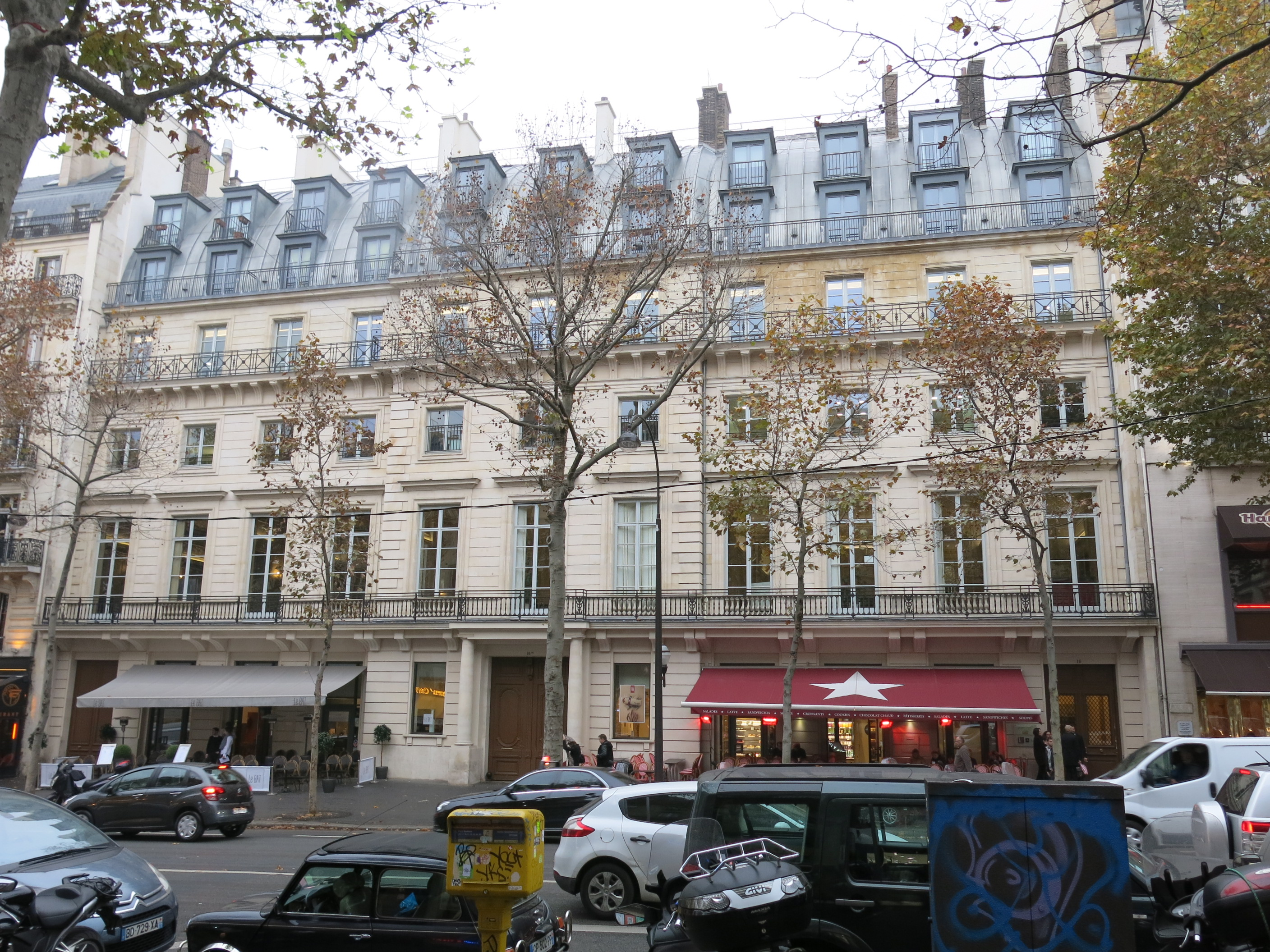
El Hôtel de Mercy-Argenteau a principios de 2010.

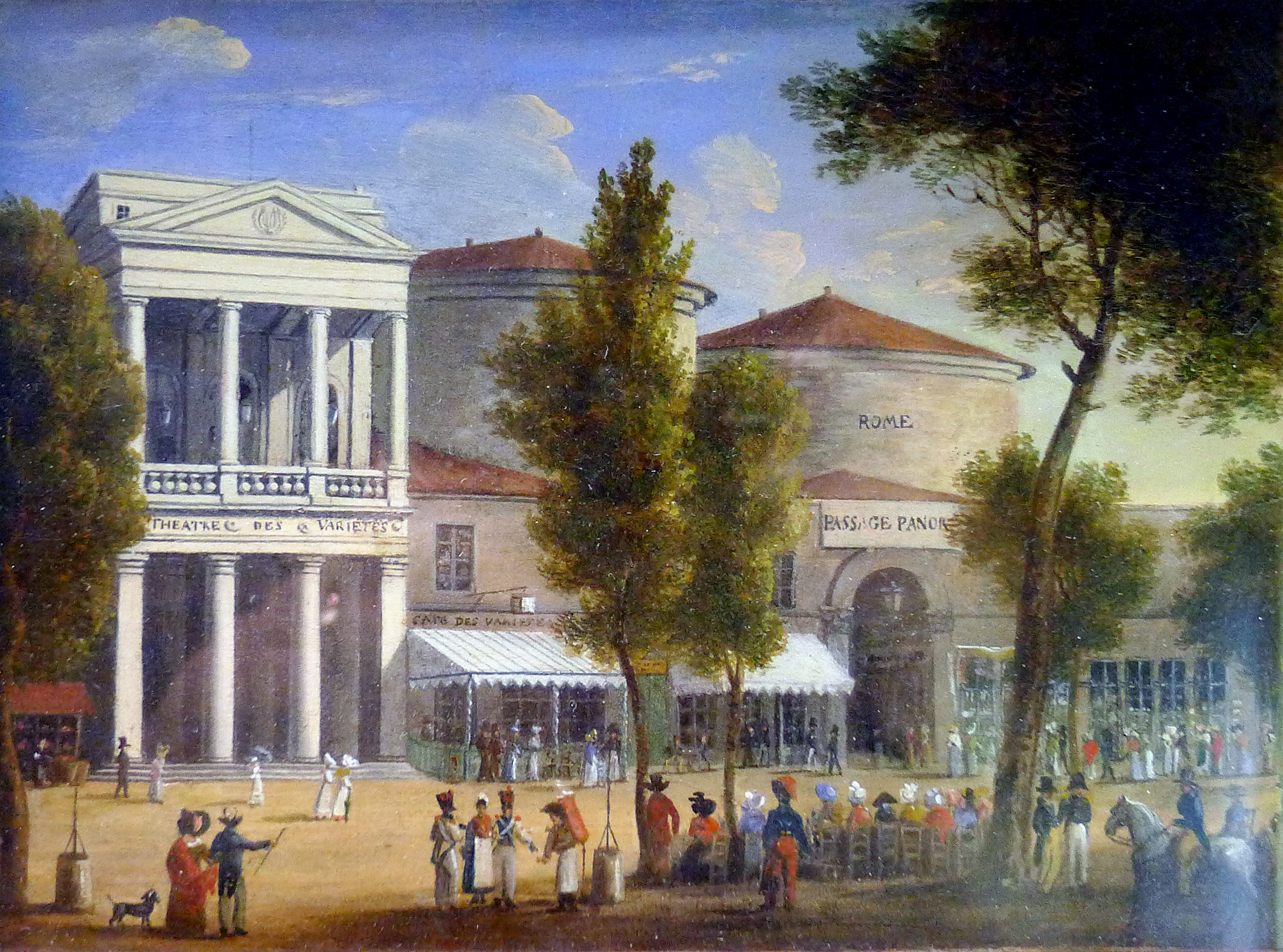
El Bulevar Montmartre a la altura del Théâtre des Variétés y del Passage des Panoramas, hacia 1820, Museo Carnavalet.

- Nº 5: residencia del fotógrafo Édouard Buguet cuando fue detenido en 1875.
- Nº 7: Théâtre des Variétés. La fachada y el vestíbulo están catalogados como monumentos históricos desde el 30 de septiembre de 1974.[1]
- Nº 10: 
  - Museo Grévin. La sala del teatro está inscrita como monumento histórico desde el 23 de noviembre de 1964;[2]
  - en diciembre de 1825, Gioachino Rossini se instaló en el 10 del Bulevar Montmartre. François-Adrien Boieldieu ocupaba el apartamento situado encima del ocupado por el compositor italiano.
- Nº 10-12: Pasaje Jouffroy. El pasaje está inscrito como monumento histórico desde el 7 de julio de 1974.[3] En esta dirección se encontraba el comerciante y editor de arte Adolphe Goupil (1806-1893).
- Nº 12: Petit-Casino, construido en 1893 en el antiguo emplazamiento del bazar oriental y del Théâtre Séraphin, que cerró sus puertas en 1948.
- Nº 11-13: Passage des Panoramas y galerías anexas (Feydeau, Montmartre, Saint-Marc, des Variétés, antigua tienda del grabador Stern). El pasaje y las galerías fueron inscritos como monumentos históricos en parte el 7 de julio de 1974 y en parte el 10 de julio de 2009.[4]
- Nº 14: residencia de Caroline Rémy, llamada Line y posteriormente Séverine, secretaria de Jules Vallès. También fue sede del periódico La Libre Parole de Édouard Drumont desde 1892 hasta 1900. La gran brasserie Maxéville ocupaba la planta baja y la primera planta. Un célebre curandero inglés, el doctor McLaughlin, curaba los lumbagos milagrosamente.[5] El inmueble fue destruido en 1934 y reconstruido en estilo art nouveau.[6]
- Nº 16: Hôtel de Mercy-Argenteau. La decoración del siglo XVIII del gran salón cuadrado y la decoración esculpida del siglo XIX del antiguo comedor en la primera planta del inmueble están inscritos como monumento histórico desde el 11 de abril de 1958. El propio edificio fue inscrito el 6 de agosto de 1975.[7]
- Nº 21:
  - casa de fotografía Reutlinger;
  - el fotógrafo Jean Reutlinger nació aquí en 1891.